# Fördjupade samarbeten inom Europeiska unionen
Fördjupade samarbeten inom Europeiska unionen, tidigare närmare samarbeten, är ett förfarande som innebär att minst nio medlemsstater inom Europeiska unionen integrerar eller samarbetar inom ett politikområde, utan att övriga medlemsstater måste delta. Det är utformat för att övervinna förlamningar i unionens institutionella arbete när ett lagförslag blockeras av en enskild medlemsstat eller en mindre grupp medlemsstater som inte vill bli en del av samarbetet. Möjligheten att upprätta fördjupade samarbeten skapades genom Amsterdamfördraget, som trädde i kraft den 1 maj 1999, i samband med införlivandet av Schengenregelverket inom unionens ramar.
Fördjupade samarbeten kan upprättas inom alla icke-exklusiva befogenhetsområden. Enligt fördragen ska ett fördjupat samarbete vara en sista utväg för att nå mål som inte hela unionen kan uppnå inom rimlig tid. Ett fördjupat samarbete utgör inte en integrerad del av unionens regelverk och behöver således inte godtas fullt ut av nya medlemsstater. Samtliga medlemsstater ska dock när som helst kunna ansluta sig till ett fördjupat samarbete om de uppfyller de villkor som krävs för att få delta. Inget av de fördjupade samarbeten som hittills har bemyndigats av Europeiska unionens råd har ställt några villkor för deltagande.
Utöver fördjupade samarbeten finns det flera andra samarbetsformer inom Europeiska unionen som inte alla medlemsstater deltar i. Detta innefattar dels eurosamarbetet, dels de delar av unionsrätten som omfattas av undantagsklausuler för vissa medlemsstater.

## Historia
Möjligheten att upprätta fördjupade samarbeten, då kallade ”närmare samarbeten”, skapades genom Amsterdamfördraget, som trädde i kraft den 1 maj 1999. Anledningen var att en grupp medlemsstater genom Schengenavtalet redan 1985 hade ingått ett tätare samarbete kring gränskontroller utanför unionens ramar eftersom framför allt Storbritannien blockerade ett gemensamt gränskontrollsamarbete.
Eftersom Schengenregelverket antogs utanför unionens ramar var Schengenområdet tvunget att inrätta egna institutioner för att administrera samarbetet istället för att använda unionens institutioner. Genom Amsterdamfördraget nådde dock medlemsstaternas regeringar en överenskommelse som innebar att Schengensamarbetet skulle införlivas inom unionens ramar och därmed ge de deltagande medlemsstaterna tillgång till unionens institutioner för samarbetet. Samtidigt skulle de övriga medlemsstaterna – Irland och Storbritannien – tillåtas att stå utanför samarbetet. Detta möjliggjordes genom inrättandet av fördjupade samarbeten. Genom ett särskilt protokoll – Schengenprotokollet – bemyndigades Schengenområdet att direkt inleda ett fördjupat samarbete som omfattade hela det införlivade Schengenregelverket.
Amsterdamfördraget möjliggjorde även fördjupade samarbeten inom andra politikområden inom Europeiska gemenskapen och polissamarbete och straffrättsligt samarbete, dock inte inom den gemensamma utrikes- och säkerhetspolitiken. Nicefördraget, som trädde i kraft den 1 februari 2003, förenklade bestämmelserna och utökade de till att även omfatta delar av den gemensamma utrikes- och säkerhetspolitiken. När Lissabonfördraget trädde i kraft den 1 december 2009 hade dessa bestämmelser om fördjupade samarbeten fortfarande inte tillämpats vid ett enda tillfälle. Lissabonfördraget utökade bestämmelserna om fördjupade samarbeten till att omfatta alla icke-exklusiva befogenhetsområden. För beslut med militära eller försvarsmässiga konsekvenser infördes dock särskilda bestämmelser. Med Lissabonfördraget antogs även den nuvarande benämningen ”fördjupat samarbete”. Den 12 juli 2010 bemyndigade Europeiska unionens råd för första gången upprättandet av ett fördjupat samarbete.

## Rättsliga bestämmelser

### Bemyndigande
Syftet med de fördjupade samarbetena är att en grupp medlemsstater kan använda sig av unionens institutioner och dess befogenheter för att samarbeta inom ett visst politikområde. Samarbetet måste syfta till att främja unionens mål, skydda dess intressen och stärka dess integrationsprocess. Ett fördjupat samarbete måste respektera fördragen och unionsrätten. Det får inte heller negativt påverka den inre marknaden eller den ekonomiska, sociala och territoriella sammanhållningen eller leda till diskriminering i handeln eller snedvridning av konkurrensen mellan medlemsstaterna. Därutöver måste de fördjupade samarbetena även respektera de icke-deltagande medlemsstaternas rättigheter och skyldigheter. På motsvarande sätt får inte dessa medlemsstater hindra de deltagande medlemsstaterna från att genomföra samarbetena. Det är Europeiska unionens råd som beslutar om bemyndigande av ett fördjupat samarbete. Det får dock endast ske som en sista utväg och kräver att minst nio medlemsstater vill delta i det fördjupade samarbetet.
De medlemsstater som vill upprätta ett fördjupat samarbete inom ett av unionens befogenhetsområden, med undantag för exklusiva befogenhetsområden samt den gemensamma utrikes- och säkerhetspolitiken, ska rikta en begäran till Europeiska kommissionen. Efter att ha behandlat begäran kan kommissionen lägga fram ett förslag till beslut om bemyndigande att upprätta ett fördjupat samarbete. Om kommissionen däremot misstycker kan den välja att inte lägga fram något förslag alls, men måste då motivera sitt beslut. Rådet beslutar med kvalificerad majoritet om bemyndigande av ett fördjupat samarbete inom ovannämnda befogenhetsområden på förslag av kommissionen och efter godkännande av Europaparlamentet.
I de fall då en grupp medlemsstater vill upprätta ett fördjupat samarbete inom den gemensamma utrikes- och säkerhetspolitiken ska begäran istället riktas direkt till rådet. Begäran överlämnas till den höga representanten för utrikes frågor och säkerhetspolitik och kommissionen, som måste yttra sig över huruvida den är förenlig med den gemensamma utrikes- och säkerhetspolitiken respektive unionens övriga politik. Även Europaparlamentet måste informeras om det tilltänkta fördjupade samarbetet. Rådet beslutar med enhällighet om bemyndigande av ett fördjupat samarbete inom ovannämnda befogenhetsområden.

### Styrning och finansiering
Rådet och kommissionen ska enligt fördragen se till att de fördjupade samarbetena genomförs i enlighet med unionens övriga politik. Alla medlemsstater har rätt att delta i rådets överläggningar när det behandlar ett fördjupat samarbete. Vid omröstningar är det dock endast de deltagande medlemsstaterna som har rösträtt. När beslut fattas med enhällighet krävs det därför endast rösterna från de deltagande medlemsstaternas företrädare. När beslut fattas med kvalificerad majoritet tillämpas särskilda bestämmelser. Ett fördjupat samarbete utgör inte en integrerad del av unionens regelverk och behöver således inte godtas fullt ut av nya medlemsstater.
I regel ska de deltagande medlemsstaterna stå för de kostnader, utöver institutionernas förvaltningskostnader, som uppstår till följd av ett fördjupat samarbete. Rådet kan dock med enhällighet, och efter samråd med Europaparlamentet, besluta att andra finansiella bestämmelser ska tillämpas.

### Anslutningsförfarande

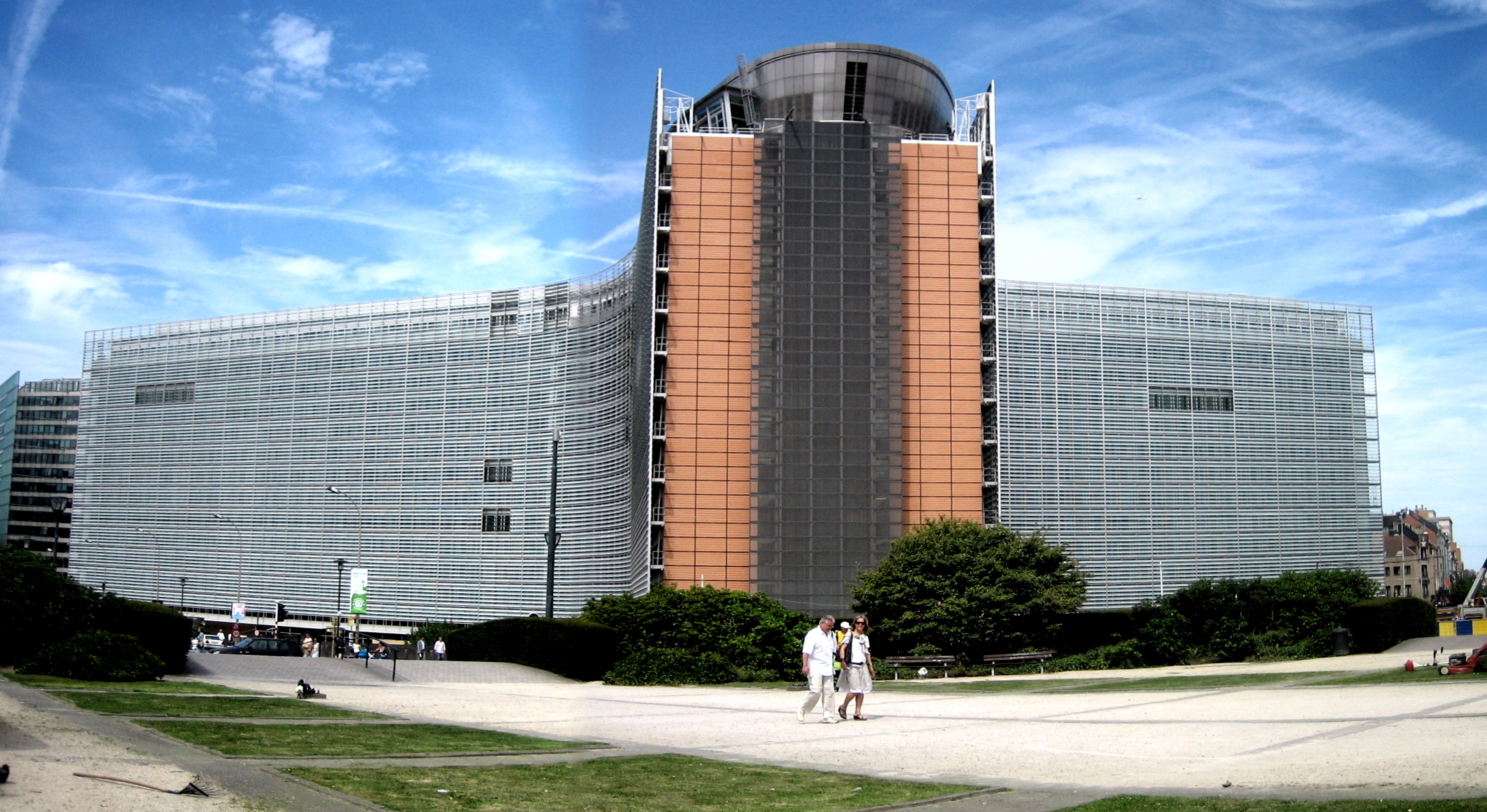
Ansökan om deltagande i ett fördjupat samarbete riktas till kommissionen.

Samtliga medlemsstater ska när som helst kunna ansluta sig till ett fördjupat samarbete om de uppfyller de villkor som krävs för att få delta. Villkoren för att få delta fastställs i samband med att rådet bemyndigar upprättandet av ett fördjupat samarbete. Kommissionen och de deltagande medlemsstaterna i ett fördjupat samarbete har till uppgift att försöka få så många medlemsstater som möjligt att delta i det fördjupade samarbetet. Kommissionen har även till uppgift att löpande informera Europaparlamentet och rådet om utvecklingen av de fördjupade samarbetena.
Om en medlemsstat i efterhand vill ansluta sig till ett fördjupat samarbete, ska ansökan riktas till rådet och kommissionen. Det är kommissionens uppgift att inom fyra månader avgöra om den ansökande medlemsstaten uppfyller villkoren för det fördjupade samarbetet. Om medlemsstaten gör det, blir den en del av det fördjupade samarbetet. Om medlemsstaten däremot inte gör det, ska kommissionen informera om vilka brister som finns och ge medlemsstaten möjlighet att åtgärda bristerna inom en viss tidsfrist. För samarbeten som rör utrikes- och säkerhetspolitik gäller särskilda bestämmelser, som kräver godkännande av rådet med enhällighet bland de deltagande medlemsstaternas företrädare.

### Övergångsklausuler och förenklat förfarande
I enlighet med övergångsklausuler kan Europeiska unionens råd med enhällighet ersätta enhällighet med kvalificerad majoritet, utom för beslut med militära eller försvarsmässiga konsekvenser, och, efter samråd med Europaparlamentet, ersätta ett särskilt lagstiftningsförfarande med det ordinarie lagstiftningsförfarandet inom fördjupade samarbeten. För beslut med militära eller försvarsmässiga konsekvenser kan särskilda samarbeten inrättas inom ramen för ett europeiskt försvarsuppdrag, inom ramen för Europeiska försvarsbyrån, och genom det permanenta strukturerade samarbetet.
I de fall då ett lagförslag har hänskjutits av rådet till Europeiska rådet inom straffrättsligt samarbete, inrättandet av en europeisk åklagarmyndighet, och polissamarbete, och enighet inte har kunnat uppnås, kan ett förenklat förfarande för bemyndigande av ett fördjupat samarbete tillämpas. Detta förfarande innebär att minst nio medlemsstater direkt bemyndigas att upprätta ett fördjupat samarbete genom att underrätta Europaparlamentet, rådet och kommissionen. Detta förfarande användes för första gången i samband med inrättandet av Europeiska åklagarmyndigheten.

## Användande och genomförande

### Schengensamarbetet

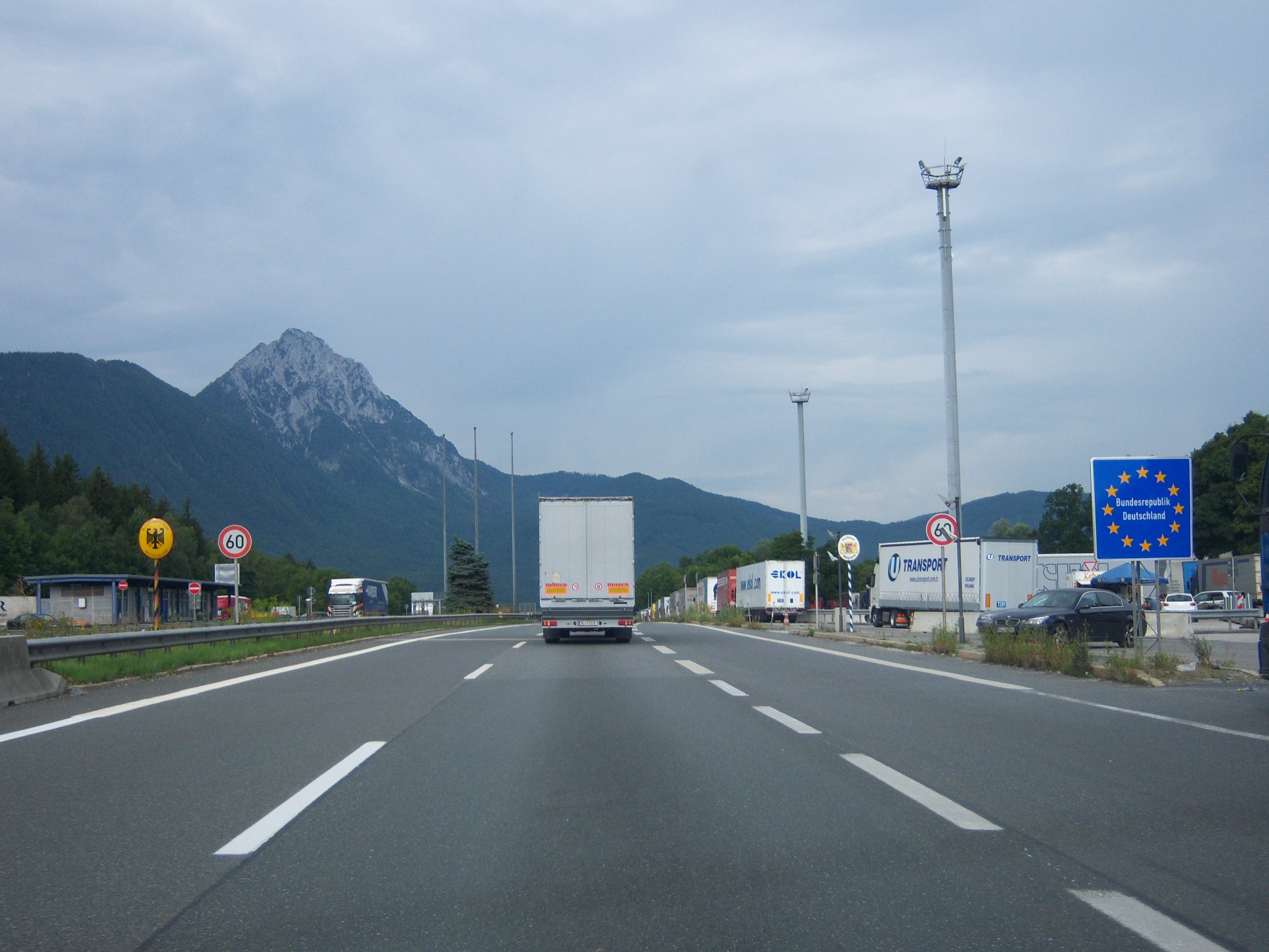
En inre gräns mellan Tyskland och Österrike, utan gränskontroller.

Schengensamarbetet inrättades ursprungligen utanför Europeiska unionens ramar genom undertecknandet av Schengenavtalet den 14 juni 1985. Det var framför allt Storbritannien som blockerade ett gemensamt gränskontrollsamarbete och därmed tvingade flera av de andra medlemsstaterna att inleda ett samarbete utanför unionens ramar. I samband med skapandet av möjligheten att inleda fördjupade samarbeten genom Amsterdamfördraget införlivades Schengensamarbetet inom unionens ramar som ett fördjupat samarbete. Irland och Storbritannien valde att fortsätta att stå utanför, medan Danmark anslöt sig i samband med att de övriga nordiska länderna anslöt sig till samarbetet. Bestämmelserna om införlivandet av Schengenregelverket återfinns i ett särskilt protokoll – Schengenprotokollet – som är fogat till unionens grundfördrag genom Amsterdamfördraget. Protokollet fastställer särskilda bestämmelser om villkoren för det fördjupade samarbetet kring Schengensamarbetet. I de fall rättsakter antas för att utveckla Schengenregelverket, och Irland inte omfattas, bemyndigas Schengenområdet direkt att inleda ett fördjupat samarbete. Samma bestämmelser gällde i Storbritanniens fall innan Storbritanniens utträde ur Europeiska unionen den 1 februari 2020. Schengensamarbetet utgör, i motsats till övriga fördjupade samarbeten, en integrerad del av unionens regelverk och måste således godtas fullt ut av nya medlemsstater. Innan en medlemsstat kan delta fullt ut i Schengensamarbetet genom att avskaffa sina gränskontroller vid de inre gränserna krävs det dock att medlemsstaten uppfyller vissa tekniska kriterier. Europeiska kommissionen ansvarar för att utvärdera en medlemsstats fullgörande av dessa kriterier och Europeiska unionens råd beslutar därefter med enhällighet bland Schengenområdets företrädare om medlemsstaten ska få ansluta sig till Schengenområdet.

### Internationella pars skilsmässoregler
|  | Deltagande medlemsstater inom Europeiska unionen |

|  | Övriga medlemsstater inom Europeiska unionen |

Den 12 juli 2010 bemyndigade Europeiska unionens råd 14 medlemsstater (Belgien, Bulgarien, Frankrike, Italien, Lettland, Luxemburg, Malta, Portugal, Rumänien, Slovenien, Spanien, Tyskland, Ungern och Österrike) att upprätta ett fördjupat samarbete om tillämplig lag för äktenskapsskillnad och hemskillnad, utan några särskilda villkor för deltagande.
Bemyndigandet av det fördjupade samarbetet skedde efter utdragna förhandlingar som hade pågått i flera år i rådet om vilken lagstiftning som skulle vara tillämplig vid internationella pars äktenskapsmål. Den 17 juli 2006 hade Europeiska kommissionen lagt fram ett lagförslag som innebar att internationella par i första hand själva skulle få bestämma vilken medlemsstats lagstiftning som skulle gälla vid skilsmässa. Om de inte skulle kunna enas, skulle i andra hand skilsmässolagstiftningen i den medlemsstat där de var bosatta gälla.
Vid sitt möte den 5–6 juni 2008 konstaterade rådet att det inte fanns något enhälligt stöd för att kunna gå vidare med lagförslaget. Orsaken var främst de stora skillnaderna i skilsmässolagstiftning mellan medlemsstaterna. Skilsmässor var vid förhandlingarnas tidpunkt inte ens tillåtet i Malta, medan andra medlemsstater, i synnerhet Sverige, hade långtgående liberala äktenskapslagar. Rådet slog fast att något enhälligt stöd inte heller skulle kunna uppnås inom en överskådlig framtid, vilket innebar att lagförslaget inte skulle kunna antas inom rimlig tid. Mot bakgrund av detta riktade 14 medlemsstater en begäran till kommissionen om att få inleda ett fördjupat samarbete. Den 26 mars 2010 lade kommissionen fram ett förslag till bemyndigande av ett fördjupat samarbete. Förslaget godkändes av Europaparlamentet den 16 juni 2010, och antogs av rådet den 12 juli 2010.
Bemyndigandet innebar att de deltagande medlemsstaterna kunde inleda ett fördjupat samarbete. Den 20 december 2010 beslutade Europeiska unionens råd genom en förordning om genomförandet av samarbetet. Förordningen trädde i kraft den 30 december 2010 och det fördjupade samarbetet blev fullt tillämpligt den 21 juni 2012.
I maj 2012 anmälde Litauen sin avsikt att delta i det fördjupade samarbetet, och den 21 november 2012 bekräftade kommissionen Litauens deltagande. I oktober 2013 anmälde Grekland sin avsikt att delta i det fördjupade samarbetet, och den 27 januari 2014 bekräftade kommissionen Greklands deltagande. I april 2016 anmälde även Estland sin avsikt att delta i det fördjupade samarbetet, och den 10 augusti 2016 bekräftade kommissionen Estlands deltagande.

### Internationella pars förmögenhetsförhållanden
|  | Deltagande medlemsstater inom Europeiska unionen |

|  | Övriga medlemsstater inom Europeiska unionen |

Den 9 juni 2016 bemyndigade Europeiska unionens råd 18 medlemsstater (Belgien, Bulgarien, Cypern, Finland, Frankrike, Grekland, Italien, Kroatien, Luxemburg, Malta, Nederländerna, Portugal, Slovenien, Spanien, Sverige, Tjeckien, Tyskland och Österrike) att upprätta ett fördjupat samarbete om internationella pars förmögenhetsförhållanden, utan några särskilda villkor för deltagande.
Bemyndigandet av det fördjupade samarbetet skedde efter utdragna förhandlingar som hade pågått i flera år i rådet om vilken lagstiftning som skulle vara tillämplig för internationella pars förmögenhetsförhållanden. Den 16 mars 2011 hade Europeiska kommissionen lagt fram två lagförslag som skulle reglera makars respektive registrerade partners förmögenhetsförhållanden. Syftet med lagförslagen var att upprätta tydliga och enhetliga regler kring internationella pars förmögenhetsförhållanden samt att upphäva motstridande nationella bestämmelser gällande till exempel egendom och bankkontoinnehav.
Vid sitt möte den 3 december 2015 konstaterade rådet att det inte fanns något enhälligt stöd för att kunna gå vidare med lagförslagen. Orsaken var främst de stora skillnaderna i lagstiftning mellan medlemsstaterna. Mot bakgrund av detta riktade 18 medlemsstater en begäran till kommissionen om att få inleda ett fördjupat samarbete. Den 2 mars 2016 lade kommissionen fram ett förslag till bemyndigande av ett fördjupat samarbete. Förslaget godkändes av Europaparlamentet den 7 juni 2016, och antogs av rådet den 9 juni 2016.
Bemyndigandet innebar att de deltagande medlemsstaterna kunde inleda ett fördjupat samarbete. Den 24 juni 2016 beslutade Europeiska unionens råd genom två förordningar om genomförandet av samarbetet. Båda förordningarna trädde i kraft den 28 juli 2016 och det fördjupade samarbetet blev fullt tillämpligt den 29 januari 2019.
Hittills har ingen mer medlemsstat anmält sin avsikt att delta i det fördjupade samarbetet.

### Europeiska åklagarmyndigheten
|  | Deltagande medlemsstater inom Europeiska unionen |

|  | Övriga medlemsstater inom Europeiska unionen |

Den 3 april 2017 underrättade 16 medlemsstater (Belgien, Bulgarien, Cypern, Finland, Frankrike, Grekland, Kroatien, Litauen, Luxemburg, Portugal, Rumänien, Slovakien, Slovenien, Spanien, Tjeckien och Tyskland) Europaparlamentet, rådet och kommissionen om att de ville inleda ett fördjupat samarbete om inrättandet av en europeisk åklagarmyndighet. I enlighet med det förenklade förfarandet bemyndigades de att inleda ett fördjupat samarbete, utan några särskilda villkor för deltagande.
Möjligheten att inrätta en europeisk åklagarmyndighet skapades genom Lissabonfördraget, som trädde i kraft den 1 december 2009. Den 17 juli 2013 hade Europeiska kommissionen lagt fram ett lagförslag om att inrätta en europeisk åklagarmyndighet med syfte att bekämpa brott som skadade unionens ekonomiska intressen.
Vid sitt möte den 7 februari 2017 konstaterade rådet att det inte fanns något enhälligt stöd för att kunna gå vidare med lagförslaget. Flera av medlemsstaterna, däribland Nederländerna och Sverige, tyckte inte att det fanns tillräckliga skäl för att inrätta en ny europeisk myndighet. Den 14 februari 2017 begärde 17 medlemsstater att lagförslaget skulle hänskjutas till Europeiska rådet. Vid sitt toppmöte den 9 mars 2017 konstaterade även Europeiska rådet att det inte fanns någon möjlighet att nå enhälligt stöd. Genom att underrätta Europaparlamentet, rådet och kommissionen den 3 april 2017 bemyndigades de 16 medlemsstaterna, i enlighet med det förenklade förfarandet, att inleda ett fördjupat samarbete. Lettland, Estland, Österrike och Italien anslöt sig till det fördjupade samarbetet den 19 april 2017, den 1 juni 2017, den 9 juni 2017 respektive den 22 juni 2017.
Bemyndigandet innebar att de deltagande medlemsstaterna kunde inleda ett fördjupat samarbete. Den 12 oktober 2017 beslutade Europeiska unionens råd, efter godkännande av Europaparlamentet, genom en förordning om genomförandet av samarbetet. Förordningen trädde i kraft den 20 november 2017. Åklagarmyndigheten påbörjade sitt operativa arbete den 1 juni 2021.
I maj 2018 anmälde Nederländerna, trots sina tidigare protester, sin avsikt att delta i det fördjupade samarbetet, och den 1 augusti 2018 bekräftade kommissionen Nederländernas deltagande. I juni 2018 anmälde Malta sin avsikt att delta i det fördjupade samarbetet, och den 7 augusti 2018 bekräftade kommissionen Maltas deltagande. I januari 2024 anmälde även Polen sin avsikt att delta i det fördjupade samarbetet, och den 29 februari 2024 bekräftade kommissionen Polens deltagande. I juni 2024 anmälde även Sverige sin avsikt att delta i det fördjupade samarbetet, och den 16 juli 2024 bekräftade kommissionen Sveriges deltagande.

### Enhetligt patentskydd
|  | Deltagande medlemsstater inom Europeiska unionen |

|  | Övriga medlemsstater inom Europeiska unionen |

Den 10 mars 2011 bemyndigade Europeiska unionens råd 25 medlemsstater (Belgien, Bulgarien, Cypern, Danmark, Estland, Finland, Frankrike, Grekland, Irland, Lettland, Litauen, Luxemburg, Malta, Nederländerna, Polen, Portugal, Rumänien, Slovakien, Slovenien, Storbritannien, Sverige, Tjeckien, Tyskland, Ungern och Österrike) att upprätta ett fördjupat samarbete om ett enhetligt patentskydd, utan några särskilda villkor för deltagande.
Bemyndigandet av det fördjupade samarbetet skedde efter över ett decennium långa förhandlingar i rådet om inrättandet av ett enhetligt patentskydd. Den 5 juli 2000 hade Europeiska kommissionen lagt fram ett lagförslag för att skapa ett enhetligt patent som skulle ge ett enhetligt skydd i hela unionen. Förslaget motiverades bland annat av de höga kostnaderna, till följd av de olika översättningskraven i medlemsstaterna, för att erhålla patent i Europa jämfört med till exempel USA. Till följd av Lissabonfördraget, som trädde i kraft den 1 december 2009, ändrades den rättsliga grunden för förslaget och kommissionen lade därför fram ett särskilt lagförslag om översättningsarrangemangen för det enhetliga patentet den 30 juni 2010.
Vid sitt möte den 10 november 2010 konstaterade rådet att det inte fanns något enhälligt stöd för att kunna gå vidare med lagförslagen. Anledningen var att medlemsstaterna inte kunde enas om vilka språk de enhetliga patenten skulle upprättas på. Huvudförslaget innebar att patenten endast skulle behöva översättas till engelska, franska och tyska, men detta förslag blockerades av Italien och Spanien på grund av att italienska och spanska inte inkluderades. Vid ett efterföljande möte den 10 december 2010 slog rådet fast att något enhälligt stöd inte heller skulle kunna uppnås inom en överskådlig framtid, vilket innebar att lagförslaget inte skulle kunna antas inom rimlig tid. Mot bakgrund av detta riktade 25 medlemsstater, alla utom Italien och Spanien, en begäran till kommissionen om att få inleda ett fördjupat samarbete. Den 14 december 2010 lade kommissionen fram ett förslag till bemyndigande av ett fördjupat samarbete. Förslaget godkändes av Europaparlamentet den 15 februari 2011, och antogs av rådet den 10 mars 2011.
Både Italien och Spanien väckte i juni 2011 talan om ogiltigförklaring mot rådet vid EU-domstolen eftersom de ansåg att bemyndigandet av det fördjupade samarbetet inte var förenligt med unionsrätten. Den 16 april 2013 avkunnade domstolen sin dom som innebar att talan ogillades i båda målen. I juli 2015 anmälde Italien, trots sina tidigare protester, sin avsikt att delta i det fördjupade samarbetet, och den 30 september 2015 bekräftade kommissionen Italiens deltagande. Mot bakgrund av Storbritanniens utträde ur Europeiska unionen den 1 februari 2020 meddelade den brittiska regeringen den 20 juli 2020 ett återkallande av ratificeringen av avtalet.
Genom bemyndigandet av det fördjupade samarbetet kunde de deltagande medlemsstaterna gå vidare med att fastställa villkoren för samarbetet. Den 17 december 2012 beslutade Europaparlamentet och Europeiska unionens råd genom två förordningar om genomförandet av samarbetet. Båda förordningarna trädde i kraft den 20 januari 2013. För att förordningarna skulle bli tillämpliga krävdes dock att de deltagande medlemsstaterna skulle ingå ett avtal om en enhetlig patentdomstol. Ett sådant avtal undertecknades den 19 februari 2013 av alla deltagande medlemsstater utom Polen, och planerades från början träda i kraft den 1 januari 2014. Den 1 oktober 2015 undertecknades även ett protokoll till det mellanstatliga avtalet för att fastställa vissa övergångsbestämmelser. Ratificeringsprocessen av både avtalet och protokollet försenades eller avbröts dock i flera medlemsstater. Den 13 februari 2020 ogiltigförklarade Tysklands författningsdomstol förbundsdagens godkännande av avtalet med hänvisning till att parlamentet inte hade varit beslutsmässigt då det godkände avtalet. Avtalet ratificerades slutligen i Tyskland under 2021. Protokollet trädde i kraft den 19 januari 2022 efter att majoriteten av medlemsstaterna hade ratificerat det. Därmed inleddes det förberedande arbetet med att inrätta domstolen. Tyskland, som var den enda kvarstående medlemsstaten som behövde deponera sitt ratifikationsinstrument för att själva avtalet skulle träda i kraft, valde att invänta det förberedande arbetet med att inrätta domstolen innan landet slutförde deponeringsförfarandet. Tyskland deponerade slutligen sitt ratifikationsinstrument hos Europeiska unionens råd den 17 februari 2023, vilket innebar att avtalet kunde träda i kraft den 1 juni 2023. Därmed förverkligades det fördjupade samarbetet om ett enhetligt patentskydd.
I praktiken omfattas endast de 18 medlemsstater (Belgien, Bulgarien, Danmark, Estland, Finland, Frankrike, Italien, Lettland, Litauen, Luxemburg, Malta, Nederländerna, Portugal, Rumänien, Slovenien, Sverige, Tyskland och Österrike) som har ratificerat det mellanstatliga avtalet om en enhetlig patentdomstol. Utöver Kroatien och Spanien som står utanför det fördjupade samarbetet valde Polen att aldrig underteckna det mellanstatliga avtalet, medan Cypern, Grekland, Irland, Slovakien, Tjeckien och Ungern har undertecknat men ännu inte ratificerat avtalet.

## Planerade samarbeten

### Finansiell transaktionsskatt
|  | Deltagande medlemsstater inom Europeiska unionen |

|  | Övriga medlemsstater inom Europeiska unionen |

Den 22 januari 2013 bemyndigade Europeiska unionens råd 11 medlemsstater (Belgien, Estland, Frankrike, Grekland, Italien, Portugal, Slovakien, Slovenien, Spanien, Tyskland och Österrike) att upprätta ett fördjupat samarbete på området för skatt på finansiella transaktioner, utan några särskilda villkor för deltagande. Genomförandet av det fördjupade samarbetet har dock försenats.
Bemyndigandet av det fördjupade samarbetet skedde efter utdragna förhandlingar som hade pågått i flera år i rådet om införandet av en gemensam finansiell transaktionsskatt. Den 28 september 2011 hade Europeiska kommissionen lagt fram ett lagförslag om att inrätta ett gemensamt system för en skatt på finansiella transaktioner. Syftet med lagförslaget var att finansiera delar av unionens verksamhet genom transaktionsskatten.
Vid sitt möte den 22 juni 2012 konstaterade rådet att det inte fanns något enhälligt stöd för att kunna gå vidare med lagförslaget. Det rådde stor oenighet mellan medlemsstaterna i synen på behovet och konsekvenserna av en finansiell transaktionsskatt. Särskilt Storbritannien motsatte sig skatten med hänsyn till Londons ställning som finansiellt centrum. Vid sitt toppmöte den 29 juni 2012 konstaterade Europeiska rådet att det inte fanns någon möjlighet att nå enhälligt stöd. Rådet slog den 10 juli 2012 fast att något enhälligt stöd inte heller skulle kunna uppnås inom en överskådlig framtid, vilket innebar att lagförslaget inte skulle kunna antas inom rimlig tid. Mot bakgrund av detta riktade 11 medlemsstater en begäran till kommissionen om att få inleda ett fördjupat samarbete. Den 25 oktober 2012 lade kommissionen fram ett förslag till bemyndigande av ett fördjupat samarbete. Förslaget godkändes av Europaparlamentet den 12 december 2012, och antogs av rådet den 22 januari 2013.
Storbritannien väckte i april 2013 talan om ogiltigförklaring mot rådet vid EU-domstolen eftersom den brittiska regeringen ansåg att bemyndigandet av det fördjupade samarbetet inte var förenligt med internationell rätt och skulle åsamka de icke-deltagande medlemsstaterna kostnader. Den 30 april 2014 avkunnade domstolen sin dom som innebar att talan ogillades i målet.
Bemyndigandet innebar att de deltagande medlemsstaterna kunde inleda ett fördjupat samarbete. Ett nytt lagförslag om att inrätta en finansiell transaktionsskatt lades fram av kommissionen den 14 februari 2013. Förslaget var från början tänkt att genomföras från och med den 1 januari 2014, men kommissionen meddelade i juni 2013 att tidsplanen hade senarelagts. I april 2016 drog kommissionen tillbaka sitt ursprungliga lagförslag. Estland drog sig ur det fördjupade samarbetet i december 2015. I juli 2019 var de deltagande medlemsstaterna nära att nå en överenskommelse om hur det fördjupade samarbetet skulle utformas, men på grund av motstånd från Spanien försenades en möjlig uppgörelse ytterligare.

## Deltagande medlemsstater
| \| \| Fullt deltagande \| \| \| Fullt deltagande (ej fullt genomfört) \| \| \| Delvis deltagande \| \| \| Inget deltagande \| |                                       |    |    |    |    |    |    |    |        |    |    |    |    |    |    |    |    |    |    |    |    |    |    |    |    |    |    |
| Fördjupat samarbete om ... är tillämpligt i ...                                                                               | BE                                    | BG | CY | DK | EE | FI | FR | EL | IR     | IT | HR | LV | LT | LU | MT | NL | PL | PT | RO | SK | SI | ES | SE | CZ | DE | HU | AT |
| 1. Schengensamarbetet | Ja                                    | Ja | Ja | Ja | Ja | Ja | Ja | Ja | Delvis | Ja | Ja | Ja | Ja | Ja | Ja | Ja | Ja | Ja | Ja | Ja | Ja | Ja | Ja | Ja | Ja | Ja | Ja |
| 2. Fördjupat samarbete om internationella pars skilsmässoregler                                                               | Ja                                    | Ja |    |    | Ja |    | Ja | Ja |        | Ja |    | Ja | Ja | Ja | Ja |    |    | Ja | Ja |    | Ja | Ja |    |    | Ja | Ja | Ja |
| 3. Fördjupat samarbete om internationella pars förmögenhetsförhållanden                                                       | Ja                                    | Ja | Ja |    |    | Ja | Ja | Ja |        | Ja | Ja |    |    | Ja | Ja | Ja |    | Ja |    |    | Ja | Ja | Ja | Ja | Ja |    | Ja |
| 4. Fördjupat samarbete om Europeiska åklagarmyndigheten                                                                       | Ja                                    | Ja | Ja |    | Ja | Ja | Ja | Ja |        | Ja | Ja | Ja | Ja | Ja | Ja | Ja | Ja | Ja | Ja | Ja | Ja | Ja |    | Ja | Ja |    | Ja |
| 5. Fördjupat samarbete om enhetligt patentskydd                                                                               | Ja                                    | Ja | Ja | Ja | Ja | Ja | Ja | Ja | Ja     | Ja |    | Ja | Ja | Ja | Ja | Ja | Ja | Ja | Ja | Ja | Ja |    | Ja | Ja | Ja | Ja | Ja |
| 6. Fördjupat samarbete om finansiell transaktionsskatt                                                                        | Ja                                    |    |    |    |    |    | Ja | Ja |        | Ja |    |    |    |    |    |    |    | Ja |    | Ja | Ja | Ja |    |    | Ja |    | Ja |
| Ja | Fullt deltagande                      |    |    |    |    |    |    |    |        |    |    |    |    |    |    |    |    |    |    |    |    |    |    |    |    |    |    |
| Ja | Fullt deltagande (ej fullt genomfört) |    |    |    |    |    |    |    |        |    |    |    |    |    |    |    |    |    |    |    |    |    |    |    |    |    |    |
| Delvis | Delvis deltagande                     |    |    |    |    |    |    |    |        |    |    |    |    |    |    |    |    |    |    |    |    |    |    |    |    |    |    |
| | Inget deltagande                      |    |    |    |    |    |    |    |        |    |    |    |    |    |    |    |    |    |    |    |    |    |    |    |    |    |    |